# Medeplichtige
Medeplichtige, in het strafrecht, is de persoon die opzettelijk heeft bijgedragen tot het misdrijf, niet-noodzakelijke hulp heeft geboden, onderrichtingen heeft gegeven, wapens, werktuigen of andere middelen heeft verschaft, onderdak heeft verleend en/of op voorhand op de hoogte was of redelijkerwijs had moeten zijn van het misdrijf. Hij moet onderscheiden worden van de mededader. Medeplichtigheid kan strafrechtelijk alleen bestaan aan een misdrijf, niet aan een overtreding.
De grens tussen een mededader en een medeplichtige is niet altijd eenvoudig aan te geven. Wie een ander een wapen verkoopt in de wetenschap dat hij er een misdrijf mee gaat plegen, geldt als medeplichtige; wie een ander bij een vechtpartij een wapen geeft, wetend dat hij er een misdrijf mee wil verrichten, als mededader, ook al is hij zelf niet bij de vechtpartij betrokken. In de volksmond wordt juist de typische mededader vaak als "medeplichtige" aangeduid. Het onderscheid is van groot belang voor de hoogte van de strafmaat.